# Láthatatlan (Marvel Comics)
A Láthatatlan, valódi nevén Sue Storm egy kitalált szereplő, szuperhős a Marvel Comics képregényeiben. A kitalált szereplőt Stan Lee és Jack Kirby alkotta meg. Első megjelenése a Fantastic Four első számában volt 1961 novemberében a Fantasztikus Négyes nevű szuperhőscsapat alapító tagjaként.
Sue Storm szuperképességeit, akárcsak a Fantasztikus Négyes másik három alapító tagja, egy űrutazás során szerezte, mikor hajójukon kozmikus sugárzás hatolt át. Sue ennek hatására képessé vált láthatatlanná válni és láthatatlan erőtereket létrehozni.
A Láthatatlan szerepét a 2005-ös Fantasztikus Négyes című filmben és annak folytatásában, A Fantasztikus Négyes és az Ezüst Utazóban Jessica Alba játszotta el.

## Története
Susan Storm egy orvosházaspár idősebb gyermeke. Kellemes körülmények között nőtt fel Long Island külvárosában. Tizenkét éves korában találkozott először jövendőbeli férjével Reed Richards-szal, aki a Kolumbia Egyetem frissen végzett diákjaként Susan New York.i nagynénjénél lakott albérletben. A lány beleszeretett a nála tizenegy évvel idősebb, magának való, de jóképű természettudósba és megígérte neki, hogy tartani fogják a kapcsolatot.
Susan végül Kaliforniába ment, hogy színésznőként munkát találjon. Sikerült is elintéznie, hogy kisebb szerepeket kapjon különböző tévéállomásoknál és kereskedelmi adóknál. Nagynénjétől hallotta, hogy barátja Reed Richards ez idő tájt szintén Kaliforniában lakik, így meglátogata őt a Central City-beli vállalatnál, ahol Richards dolgozott. 
Kettejük viszonya lassan belsőségesebbé vált, míg végül elhatározták, hogy összeházasodnak.

### A Láthatatlan Lány
Richards ebben az időben egy saját tervezésű kísérleti űrhajó létrehozásán fáradozott, amellyel egyik naprendszerből a másikba lehet utazni hipertéren keresztül. Amikor az Amerikai Egyesült Államok kormánya meg akarta vonni a támogatást a kísérletektől, Richards elhatározta, hogy sürgősen végrehajt egy próbarepülést. Egyedül akart indulni barátja, Benjamin Grimm kíséretében, aki a másodpilóta szerepét töltötte be, ám Susan és öccse Johnny – aki látogatóban volt Kaliforniában- kijelentették, hogy természetesen velük tartanak.
Odalopakodtak az űrhajóhoz, beszálltak, és kilőtték magukat az űrbe. A hajót váratlanul rendkívül intenzív radioaktív sugárzás érte, amely túl erősnek bizonyult és áthatolt a hajó védőpajzsán.
(Az elmélet szerint egy napvihar következtében a Föld mágneses terének kiterjedése átmenetileg csökkent, és ez okozta a balesetet.)
Ennek eredményeképpen a hajón tartózkodó négy embert sugárzás érte. Megszakították a próbarepülést és visszatértek a Földre, ahol furcsa változásokat észleltek magukon.
Susan képessé vált egyik pillanatról a másikra láthatatlanná válni.
A teszthajó legénysége nem sokkal később új képességeikre alapozva hozta létre a Fantasztikus Négyes nevű szuperhős csoportot.
Susan lassan kitapasztalta szervezetének mutagenetikai változások révén kialakult képességeit, melyek közül a legjelentősebb a különféle erőterek létrehozása.

### A Láthatatlan Asszony
Storm végül feleségül ment Richardshoz, és egy fiúgyermeknek adott életet, akinek a Franklin nevet adták. Egyébiránt a sugárzás okozta változások megbosszulták magukat Susan testén: szinte lehetetlenné vált, hogy még egy gyermeket kihordjon. Második gyermeke: Valeria, aki akkor fogant, mikor szülei a Negatív Zóna elnevezésű veszélyes térben tartózkodtak, halva született.
A Fantasztikus Négyes egyik ellenfele Psycho és az általa létrehozott android, a "második" Gyűlöletszító manipulálta Susan Richardst, aki ennek hatására megtámadta csapattársait Malice-nek, a Gyűlölet Asszonyának képében.
Reed Richards végül helyreállította Susan személyiségét, aki átértékelte önmagát. Ekkor változtatta a Négyes beli teljes nevét Láthatatlan Lányról, Láthatatlan Asszonyra.

## Képességei
A Láthatatlan rendelkezik azzal az erővel, hogy a környező kozmikus energiákat különböző módokon manipulálja. Ez magában foglalja saját maga, illetve más tárgyak láthatatlanná tételét, illetve a szilárd szerkezetek láthatatlan erőtereinek észlelését is.
Máig ismeretlen módon a kozmikus energiák és Susan testének valamennyi sejtje hatnak egymásra, és ezáltal egy szokatlan tulajdonságokkal rendelkező újfajta energia jön létre.
Egyszerű koncentrálás segítségével képes irányítani az összes látható rezgéshullámot, az infravörös és ultraibolya fényeket maga körül anélkül, hogy bármilyen torzulás bekövetkezne. Egy megfigyelőnek, aki nem látja, hogy milyen utat tesz meg a fény Susan teste körül, az az érzése lesz, hogy átlát rajta. Olyan egyenletes és finom ez a fényzavar, hogy még Susan testének a körvonalai sem látszanak. A Láthatatlan akkor is normálisan lát, mikor a fényt teste köré irányítja, sőt még a láthatatlanná válás pillanatában is. Nyilvánvalóan valahogy lehetővé tudja tenni, hogy a fény behatoljon a szemébe anélkül, hogy a láthatatlanság állapota megszűnne. A képesség, amellyel ezt megoldja feltehetően ösztönös, hiszen már akkor is megvolt, mikor először használta képességeit.
A Láthatatlan képes mentális úton előállítani a láthatatlanná tevő energiákat, ami lehetővé teszi saját sejtjeinek és más személyeknek és tárgyaknak láthatatlanná tételét is. A legnagyobb tömeg amit képes egyszerre láthatatlanná tenni körülbelül 13-14000 köbméter. Ez nagyjából egy kisebb uszodának felel meg. Mivel megfelelő ellenőrzés alatt tudja tartani képességeit azt is meg tudja oldani, hogy testének csak bizonyos részeit tegye láthatatlanná. Különleges tulajdonságai közé tartozik még, hogy más forrás által láthatatlanná tett objektumokat újra láthatóvá tegye energiájának, illetve az idegen forrás láthatatlanná tevő energiáinak interferálásával. Viszonylag egyszerűen láthatóvá tudja tenni az elektro-mágneses sugarak nem látható tartományait is.